# Juan Téllez de Castilla
Juan Téllez de Castilla (1355 - Batalla de Aljubarrota, Portugal, 14 de agosto de 1385), II señor de Aguilar de Campoo y Castañeda.

## Biografía

Escudo de Juan Téllez de Castilla.

Fue hijo del infante Tello, señor de Vizcaya, Aguilar y Lara e hijo natural del rey Alfonso XI de Castilla y de Leonor de Guzmán, y hermano de los reyes Pedro I y Enrique II. 
Juan Téllez fue uno de los más poderosos nobles castellanos de su tiempo, ya que si bien a la muerte de su padre en 1370 se incorporaron definitivamente a la Corona de Castilla los señoríos de Vizcaya y Lara, su tío Enrique II le confirmó e instuyó, por privilegio otorgado el 18 de febrero de 1371, un gran  mayorazgo con el resto de los vastos señoríos que poseyó su padre en Aguilar de Campoo, Castañeda, Liébana y todas las demás posesiones en el norte de Castilla y en las Asturias de Santillana.
Juan Téllez, que acompañó a su primo hermano Juan I de Castilla a la guerra por la sucesión de la corona de Portugal, murió en la batalla de Aljubarrota en el año 1385. Su viuda Leonor contrajo nuevas nupcias con Diego Hurtado de Mendoza con quien concibió a Íñigo López de Mendoza, I marqués de Santillana y progenitor de la Casa Ducal del Infantado.
Los enfrentamientos entre su hija Aldonza y sus sucesores, los marqueses de Aguilar de Campoo, con los descendientes del segundo matrimonio de su esposa, duques del Infantado, por la posesión de señorío de Liébana y otros valles montañeses, dieron lugar a una sangrienta guerra nobiliaria a mediados del siglo XV y posteriormente a largos pleitos entre ambas grandes casas que no concluyeron hasta 1576.

## Matrimonio y descendencia
Casó con Leonor de la Vega, heredera de la influyente Casa de la Vega, señora de la villa de Carrión, de Santillana del Mar y de Torrelavega, de quién tuvo una hija:
- Aldonza de Castilla (1382-1449) casada con Garci Fernández Manrique, de la poderosa Casa de Lara, quienes fueron III señores de Aguilar de Campoo y I condes de Castañeda.